# Adjö, Mimi
Adjö, Mimi (tyska: Adieu, Mimi) är en österrikisk operett i tre akter komponerad 1926 av Ralph Benatzky till ett libretto av Alexander Engel och Julius Horst. Svensk översättning 1926 av Nalle Halldén.
Den uppfördes på Vasateatern hösten 1927 med Margit Rosengren och Sigurd Wallén i rollerna, och på Odeonteatern 1931. Thor Modéen spelade en av rollerna.
Nils Poppe bearbetade pjäsen och gav den titeln Mimmi från Möllevången när han satte upp den på Fredriksdalsteatern i Helsingborg 1980.